# Peziza micropus
Peziza micropus är en svampart som beskrevs av Pers. 1800. Peziza micropus ingår i släktet Peziza och familjen Pezizaceae.   Inga underarter finns listade i Catalogue of Life.

## Källor

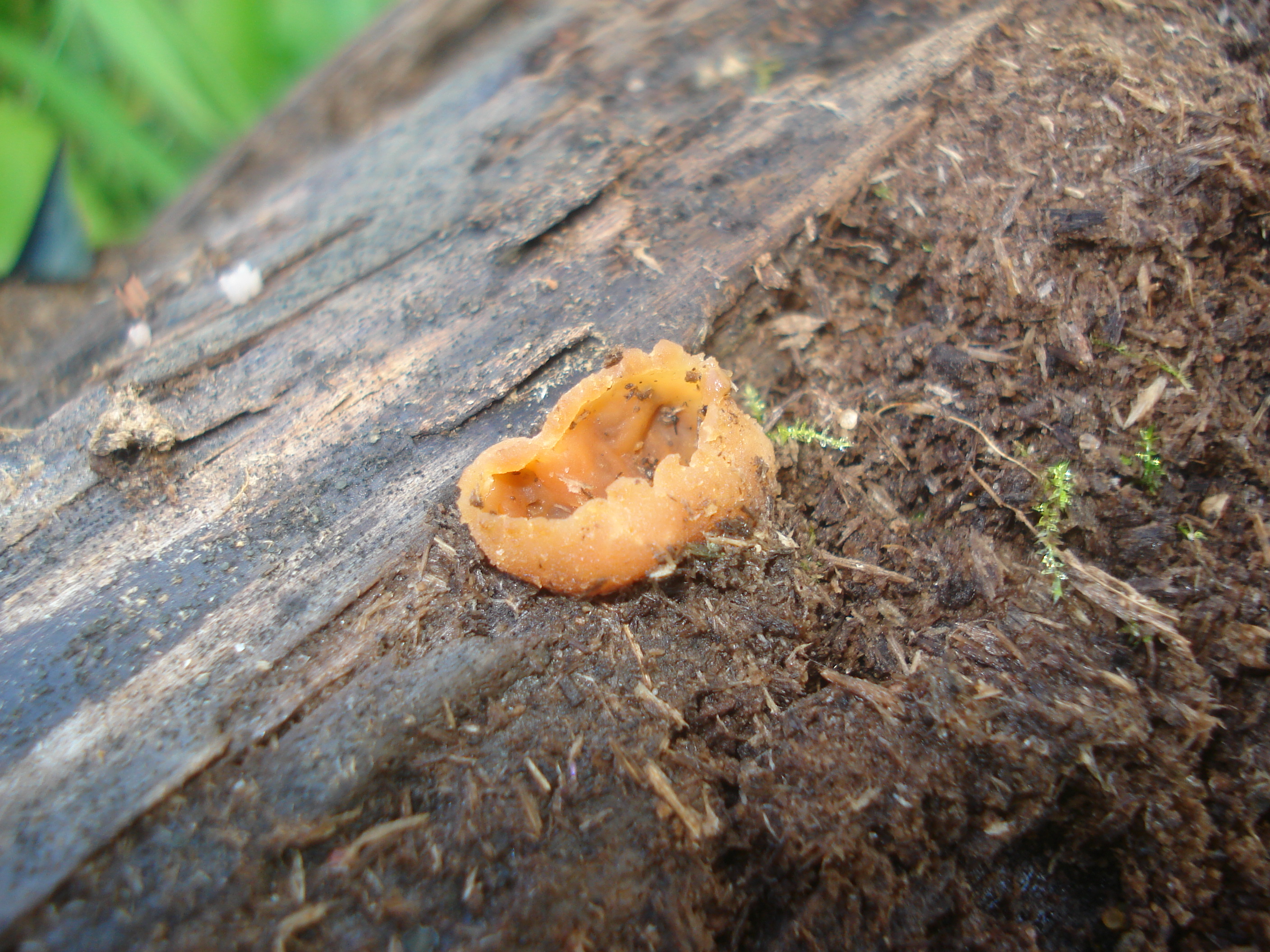